# Jungo Maruta
Jungo Maruta (jap. 丸田順悟 Maruta Jungo; * 22. Januar 1963) ist ein japanischer Produzent von Animationsfilmen und -serien.
Nachdem er 1984 sein Studium an der Meiji-Universität abgeschlossen hatte, war er bei verschiedenen Unternehmen angestellt. Im Jahr 2004 trat er dem Animationsstudio Madhouse bei. Noch im selben Jahr übernahm er das Amt des Firmenchefs bei Madhouse.
Mit Madhouse produzierte Maruta ab 2005 einige erfolgreiche Animes. 2005 und 2006 zählten neben Mamoru Hosodas preisgekröntem Das Mädchen, das durch die Zeit sprang und Satoshi Kons Science-Fiction-Film Paprika die auf Manga basierenden Fernsehserien Paradise Kiss und Black Lagoon sowie die experimentelle Zeichentrickserie Kemonozume zu den Werken, bei denen er als (teilweise ausführender) Produzent fungierte.

## Filmografie
- 2005: Final Fantasy VII – Last Order
- 2005: Paradise Kiss (Fernsehserie)
- 2006: Black Lagoon (Fernsehserie)
- 2006: Das Mädchen, das durch die Zeit sprang (Toki wo Kakeru Shōjo)
- 2006: Kemonozume (Fernsehserie)
- 2006: Paprika